# 张清安 (巴中县)
张清安，四川省巴中县兴隆乡人（今通江县兴隆镇），其父为中医。曾于中华民国国军服役7年，因略通医术且熟悉孔孟之道，中华人民共和国成立后，他曾任巴中县平梁区公所卫协会副主任和枣林乡（今巴州区枣林镇）卫协会主任，后因参与迷信活动，被开除公职。1982年于当地建立“中原皇清国”这一秘密結社政权，但随即被当地警方推翻并获刑。

## 建立中原皇清国
1982年3月24日（农历二月廿九），时年六十余岁的张清安和时年三十余岁、曾为巴中县建筑公司工人，后因贪污被开除共青团籍和公职的廖桂堂通过向巴中县当地民众宣讲所谓《五公经》，借机宣扬1982年8月25日（农历七月初七）将有大难降至人间，而只有信五公佛的所谓“忠臣孝子”才能免遭劫难；同时宣布因中国共产党和共青团干部都是恶人，所以不能免劫。他们旋即笼络当地群众，并多次进行集会，继续通过宣扬劫难论，借机发展信徒。5月20日下午，张清安和廖桂堂前往巴中县巴州镇，参观巴中川剧团，准备在此作为他们的皇宫。

1982年5月21日，张清安和廖桂堂在前往巴中县南龛坡观光之际，密谋举行起义对抗政府，成立“中原皇清国”，并由张、廖2人分别担任正、副皇帝：
|  | 我看咱这国名嘛，就叫“中原皇清国”最好。中原就是指中国；皇就是皇帝的意思，将来是我们正、副皇帝掌权管事；清字在《五公经》中指清帝君，表示咱们是神君正统。 |

随后2人分赴巴中县其他地方，继续通过宣扬其教义吸引群众加入他们的组织。
张清安在定下“中原皇清国”国名后，开始对改朝换代进行设想。张清安认为要当皇帝，就要有一本治国大典。为此，张清安于6月22日至28日期间，躲藏在信徒张某家的阁楼上，用一周时间编撰《天律森吏》，这部纪纲共4万余字，用毛笔写成，上面还盖有“皇清玉印”和“清府相印”等私刻的大印。整个材料共分为国令、国法、国政、国史、信财、三乘九品和薪玉案等7个部分，大体反映出张清安的治国设想。
- 国令为《天律森吏》之首，实为建国宗旨，其内容为：|  | 青锋偃钺安天下，无忠不孝要斩杀；还我河山不完税，天下同胞世一家。 |
- 国法实为中国长期的封建伦理道德之汇总，共设“孝、弟[註 4]、忠、信、礼、义、廉、耻”等8条，并分别定有具体内容。
- 国政实际讲的是一种统治秩序，或者说社会等级结构，在《天律森吏》中，也称“安位天下图”，把人分成11等，分类标准十分混乱。

为配合《天律森吏》，张清安随后又陆续炮制出《三乘九品》、《五律归亲》、《四祖礼本》、《古玉观》等关于新朝礼制、文化建设的作品。
至1982年6月底，经过张清安和廖桂堂等人的积极活动，中原皇清国成员已发展至100多人，另有预备发展对象200余人。人员涉及巴中县、通江县2县5个区、9个乡镇。这些人当中，大部份是农民；一些骨干成员则是受过各种刑事处分，对生活和社会心存不满的人。在这一过程中，张清安和廖桂堂等人还借机骗取钱财物品以供享乐。
1982年7月2日，张清安与廖桂堂等10余名骨干成员在信徒廖某某家中聚集，先讨论了《天律森吏》，获一致通过后，便由神漢何某某做法事。何某某开始昏睡，醒来后便自称到天上见过了玉皇大帝，并传言道：
|  | 玉皇大帝说了，叫咱们三年还清朝，工作要前进，要遍访忠、孝、仁、义的人当皇清国的官。 |

张清安故意问在什么地方可以找到合适的人选。何回答：
|  | 皇清国的皇帝出在枣林，姓张名清安；副皇帝出生在巴中城，姓廖名桂堂。你们还不磕头吗？ |

几个早得张清安授意的心腹马上向张、廖跪下磕头，连呼万岁，其他人也便慌忙跪了下去。随后张、廖二人决定册封大小官员，前后共册封50人，其中包括已经去世多年的中華民國總統蒋介石。
| 职位         | 姓名           | 备注         |
| ------------ | -------------- | ------------ |
| 正皇帝       | 张清安         |              |
| 副皇帝       | 廖桂堂         |              |
| 元帅         | 廖仁德         |              |
| 武侯王       | 刘某某         |              |
| 威国王       | 蔣中正         | 中华民国总统 |
| 巡府         | 廖某某         | 廖桂堂之堂弟 |
| 国翁         | 廖某某         | 廖桂堂之父   |
| 通天师       | 何某某         | 神汉         |
| 一品诰命夫人 | 雷某、易某某   | 当地少女     |
| 贤臣         | 王某某等共六人 | 当地居民     |

张清安对蒋介石的委任状内容为：
奉 天承命 准此 蒋中正为中原皇清国威国王一聀（职）
右给 蒋中正 执存
赞曰 威国享民 八方服心 国泰民安 天下泰平
中原皇清国岁次元年 秋望日（印） 准给
张清安曾提出将赐封蒋介石的委任状邮寄到台湾，但廖桂堂知道若被邮局查出会招惹麻烦故连忙阻止，此事只好作罢。

后来张清安在受审时又提到：
|  | 封官之后，他们的劲头很大，昼夜都在干。不过我心里还是不踏实，历朝以来，‘官凭印信’，所以我们又雕刻了18颗大印，发给皇清国的官员。 |

张清安自己的印为“皇帝玉印”，2寸见方，是其本人亲手雕制而成，再由张某某做了一些修刻。其余17枚，全是张某某用梨木雕刻而成，并按级别尺寸有严格区别：属朝廷一级的1.5寸见方；府、州一级的1寸见方；县、乡一级的0.8寸见方。这些印章，在委任职务时，张清安派专人连同委任状和《天律森吏》一并送达。官员们把它放在箱子里，锁得紧紧的，默默地念着：
|  | 槽门朝南开，玉印到家来，今年时运转，升官发大财。 |

由于1982年8月25日（农历七月初七）并未有灾难降临，张清安随后又改口诈称劫难日在同年8月25日（农历七月初七）至同年9月4日（农历七月十七）这十日之内。但随后亦未有灾难降临，使不少信徒开始产生质疑。同年9月17日（农历八月初一），张清安开口辩解称：
|  | 未现劫运，是不是《五公经》和上天的话不灵了？绝对不是，灵得很。当初通天师转达神的旨意，叫我出来干事，我没出来，上天便降了我七天病灾。至于这次劫运未现，我还不清楚原因，想必是上天特意安排的，现在就请通天师再去走一遭，上天界问问，回来再告诉大家。 |

于是张清安又安排被封为通天师的神汉何某某跳大神蒙骗众人。何某某谎称：
|  | 孝子们，我上天界会见了玉皇大帝和众位神仙，他们都在玉皇宫开会，要开120天。玉皇大帝说了，因为咱们已建立了皇清国，是替天行道，暂时就不降劫了。他对你们的工作很满意，要大家继续努力，继续前进，要早日让皇帝登基，改朝换代，那样就可以免去大劫。他给咱们三项任务，一是在望王山上插上国旗，取回“斩妖宝剑”；二是接领“天兵”150万，用40万取成都；三是於10月20日集中巴中城，拥戴皇帝登基。 |

1982年9月15日，张清安派出余某某等3人，按照神汉何某某的命令，去望王山取宝剑未果。随后何某某又称取剑需要找到2名同年同月同日同时出生的9岁童男童女方能成功。但后来又因未能寻到这样的童男童女，张清安遂从一乡下戏班借来一柄唱戏用的木头剑用来代替宝剑使用。9月20日，张清安又派出廖桂江、廖仁德等人去插旗山拜旗，后因发觉可能被人暗中监视而半路折回，向张清安谎称已拜过。随后张清安和廖桂堂又分别以正、副皇帝的名义，向众大臣及所属各部下达了准备武器的命令。由于获取不到充足的武器，张清安又令党徒准备蛀豌豆和竹筒等物品，宣称到起事之时，只要瞄准敌人念动咒语，就能够“撒豆成兵”、“竹筒变天炮”等。
1982年10月11日，张清安在鼎山镇民主村设计出中原皇清国国旗。样式为约边长为5尺的正方形，中间为黄色的正方形，边长4.5寸；四边为青色，宽0.25寸。
10月16日，张清安又以上天要给廖仁德发150万天兵为名，使被封为元帅的廖仁德当即写下一份收条：
玉皇殿下发出天兵150万。天兵助我清朝，中原生光辉。玉皇大帝万万岁。
皇清元年十月十六日
1982年10月17日，张、廖2人以正、副皇帝的名义发出攻占巴中城的“出阵令”，该命令内容为：
奉天准承，十月二十日，中原皇清国各元帅，领各路孝子，在巴中城集中。各带原布置武器。午时，听牵龛坡天炮三响，孝子们将蛀豌豆在指定地点齐撒，口呼“还我清朝，王（皇）帝万岁。”撒完后整队到巴中川剧团集中，听候命令。
此令 中原皇清国岁次十月十七日
张清安于当日在阴灵山（原名灵应山，坐落于巴中县枣林乡北部）脚下，以石块筑起天台，上置红雕木椅，接受臣民行三跪九叩之礼，正式登基称帝，改年号为皇清元年。

随后廖桂堂率众于10月20日上午8时许进入巴中城欲按预定计划举行起义，但因始终未听见按预定计划从牵龛坡发出，作为行动发起信号的三声炮响，故被迫临时取消行动计划，廖桂堂一干人等就地解散。
|  | 天兵是托塔李天王管着，他走到南海观音那儿谈工作了，所以没发成兵。玉帝老爷已经给李天王挂了电话，李天王说明年二月初九（1983年3月23日）降劫发兵，咱们千万别灰心。 |

## 中原皇清国覆灭，张清安一众落网
巴中县公安局早先曾接到过关于巴中县、平昌县有不法分子正在组织地下反动组织“迎新党”，要求各级政府密切注意有关动向的通报。1982年9月，巴中县公安人员抓获了被封为“巡府”的廖桂堂之堂弟，并从其身上搜出中原皇清国的委任状和“玉印”等证据。经审查，他向警方认罪，并交代了全部情况。巴中县公安局立即将案情紧急上报，并确定了放回廖某某，以其做内线，弄清全部案情，严密控制事态，伺机而动的作战方针。
1982年12月21日，巴中县人民检察院依据已彻底查明的案情，报请四川省公安厅、达县地区公安处批准，以“反革命罪”将中原皇清国头目及骨干成员张清安、廖桂堂、廖仁德等人逮捕入狱。此案经巴中县、达县地区人民法院审理，认定：
张清安等人以封建迷信手段，进行反革命宣传，组织反动的“中原皇清国”，图谋推翻人民政权，犯罪事实清楚，证据确凿，根据刑法有关条款判处张清安死刑、廖桂堂无期徒刑，其余骨干分子分别处以有期徒刑。
后经四川省人民法院核准，将张清安改判无期徒刑，廖桂堂、廖仁德等分别改判20年、17年有期徒刑，对受骗参加中原皇清国的群众进行法律教育和反迷信教育。后来张清安、廖桂堂等人获得减刑，被提前释放出狱。张清安本人在被减刑释放后曾表示：
|  | 如今大伙过着好日子，再也不会有人想当皇帝了，更没有人拥护别人当皇帝了…… |